# Сурдулишко клане
Клането в Сурдулица е масово убийство на сърби от българските окупационни власти в Сърбия в градчето Сурдулица през 1916 г. и началото на 1917 г., по време на Първата световна война. Жертвите са главно сръбски чиновници, учители, свещеници и бивши войници – те са задържани от българските сили, за да бъдат депортирани в българската столица София, но част от тях са отведени в горите край града и са убити.

## Ситуация преди клането
Австро-Унгария обявява война на Сърбия на 28 юли 1914 г., поставяйки началото на Първата световна война. На 14 октомври 1915 г. България също обявява война на Сърбия и нахлува в страната от изток, след което Сръбската армия е принудена да отстъпи през Албания, а територията на Сърбия е окупирана от Австро-Унгария, Германия и България. Българската окупационна зона включва югоизточната част на Кралство Сърбия – Вардарска Македония и част от Поморавието.
До 1878 година областта на Сурдулица е в границите на Османската империя и е под църковната юрисдикция на Българската екзархия, а след това е присъединена към Сърбия, като през следващите десетилетия българската интелигенция е елиминирана и регионът е подложен на сърбизация. След окупацията на района от България окупационните власти провеждат политика на българизация, насочена срещу етническите сърби.
През септември 1916 г. сръбското висше командване изпраща в Топлишки окръг - на 70 километра северозападно от Сурдулица – офицера Коста Пекянец, който започва подготовката на въстание срещу окупацията. Сръбското Топлишко въстание започва на 21 февруари 1917 година, като бунтовниците първоначално превземат Прокупле и Куршумлия, но до 25 март е напълно потушено от българските и австро-унгарските окупационни войски с участието на нередовни сили на Вътрешната македонска революционна организация.

## Клане
В навечерието на Топлишкото въстание българските окупационни власти започват организирана депортация на сърби. На 16 декември 1916 г. българският военен управител на окупираните сръбски територии нарежда „всички мъже между 18 и 50 години, които са служили в сръбската армия, всички офицери, бивши учители, свещеници, журналисти, бивши депутати, военни функционери и всички заподозрени лица, да бъдат арестувани и интернирани“. Според свидетелствата на намиращия се в района австро-унгарски полковник Фон Лустиг, макар повечето сръбски чиновници, учители и свещеници да са избягали от района още при окупацията, някои от тях впоследствие се връщат. При започналата депортация те често са предавани на български паравоенни групи, които вместо да ги отведат в София ги избиват. Много от тези убийства се извършват в горите около Сурдулица, но по същото време подобни убийства стават и на други места в окупационната зона, като Враня, Зайчар и Качаник. Американският писател Уилям А. Дрейтън, който пътува в региона между декември 1918 г. и януари 1919 г. като част от сръбска комисия, разследваща българските военни престъпления, описва интервюта с петнадесет очевидци, според които българските сили са отвеждали сърби в Сурдулица и са екзекутирали част от тях там в съответствие с предварително определени списъци с имена, а останалите са депортирани в София.
Роднини на екзекутираните във и около Сурдулица са тормозени и преследвани от българските власти след клането.

## Галерия
- Ексхумирани трупове в Дъбока долина
- Останките на седем цивилни, застреляни във Враня
- Скелет от Дъбока долина
- Жертви на клането в Сурдулица